# Eystrahorn
Eystrahorn är en udde i republiken Island.   Den ligger i regionen Austurland, i den östra delen av landet, 400 km öster om huvudstaden Reykjavík.
Terrängen inåt land är huvudsakligen kuperad, men åt nordost är den platt. Havet är nära Eystrahorn åt sydost.  Det finns inga samhällen i närheten. 